# Pseudcardiochilus naumanni
Pseudcardiochilus naumanni är en stekelart som först beskrevs av Paul C. Dangerfield och Austin 1995.  Pseudcardiochilus naumanni ingår i släktet Pseudcardiochilus och familjen bracksteklar. Inga underarter finns listade i Catalogue of Life.